# Santo Domingo Ingenio
Santo Domingo Ingenio è un comune del Messico, situato nello stato di Oaxaca.